# Christopher Landsea

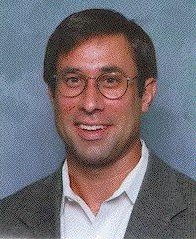

Christopher Landsea é um conhecido pesquisador e meteorologista do Laboratório Meteorológico & Oceanográfico, na Divisão de Pesquisa de Furacões da NOAA. É oficial de ciências e operações do Centro Nacional de Furacões. É membro da União Geofísica Americana e da Sociedade Meteorológica Americana. Atingiu o seu grau de doutor em Ciência da Atmosfera pela Universidade do Estado do Colorado.